# Cultura cupisnique
Cupisnique fue una cultura arqueológica perteneciente al Antiguo Perú que se desarrolló en la actual costa norte peruana, entre Virú y Lambayeque. Su cronología se establece hoy entre los años 2000 a. C. y 200 a. C.  Fue identificada por el arqueólogo peruano Rafael Larco Hoyle en Cupisnique, de donde toma su nombre, y en el Valle Chicama en los años 1930.

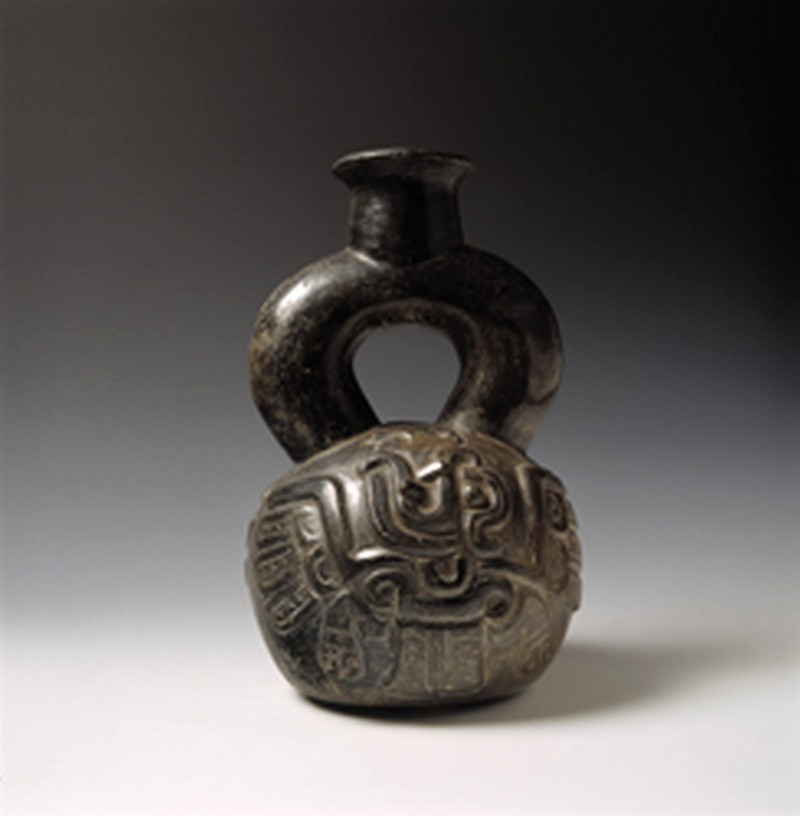
Pieza de cerámica de la cultura de Cupisnique. Colección del Museo Larco. Lima, Perú.

Esta cultura tuvo una característica arquitectura a base de adobe pero compartió estilos artísticos y símbolos religiosos con la cultura Chavín, que existió en la misma zona y que se desarrolló posteriormente.

## Cronología
En 1992 Alana Cordy-Collins se refirió a la cultura de Cupisnique como una cultura existente entre 1000 a. C. y 200 a. C. Al 2015 el consenso establece su cronología entre los años 2000 a. C. y 200 a. C y se reconoce como una de las primeras sociedades complejas que se desarrolló en el valle de Jequetepeque en el Periodo Formativo.
Izumi Shimada se refiere a la cultura de Cupisnique como una posible antecesora de la cultura Moche, pero no menciona a la Chavín. Anna C. Roosevelt se refiere a ella como «la manifestación costera del horizonte Chavín... dominado por el estilo de Cupisnique».

## Sitios
En 2008 se descubrió un templo de adobe perteneciente a esta cultura en el valle de Lambayeque, al que se llamó Collud. El templo incluye imaginería de un dios araña, asociado a la lluvia, la caza y la guerra. La imagen del dios combina el cuello y la cabeza de araña con la boca de un gran gato y el pico de un pájaro.
Otros sitios Cupisnique son el Templete de Limoncarro en el departamento de Lambayeque y los sitios de Montegrande y Tembladera en el departamento de Cajamarca.
En el mes de marzo de 2021 se descubrió un mural prehispánico de más de 3.200 años de antigüedad, gracias a la labor del arqueólogo Feren Castillo, el mismo situado en el valle del Virú, Región de La Libertad.